# Annandale (Nuovo Galles del Sud)
Annandale è un sobborgo di Sydney, nello Stato del Nuovo Galles del Sud, Australia.
È situato tra i 3 e i 5 km ad ovest rispetto alla city di Sydney e fa parte della Municipalità di Leichhardt.
Confina a nord con il sobborgo di Rozelle Bay, ad est con Glebe, ad ovest con Lilyfield e Leichhardt e a sud con Stanmore.